# Edwin August Paulson
Edwin August Paulson, född den 9 juni 1869 i Lillasäte, Höörs församling, Malmöhus län, död den 23 maj 1954 i New York, USA, var en svensk direktör och industriidkare.

## Biografi

1931.23.0001. Gravurna från Mexiko, ur Etnografiska museets samlingar.

E. A. Paulson reste efter avslutade skolstudier i Lund 1887 till USA och efter ett par års vistelse där till Mexiko. 1915 flyttade han till New York där han var köpman med kontor på Wall Street. Han bodde dels i New York och dels i Mexiko City. Han blev en framgångsrik affärsman, var medlem av Svenska Handelskammaren i New York och hade stora intressen i Mexiko, där han ägde en bomullsfabrik. Han var en framstående amatörarkeolog, understödde vetenskaplig forskning beträffande Mexikos äldre historia och förvärvade stora samlingar från Mexiko som donerades till Etnografiska museet i Stockholm under första hälften av 1900-talet.

## Familj
E. A. Paulson var son till Måns Paulsson (1817-1877) och Cecilia (Sissela) Jönsdotter (1823-1902) och hade 12 syskon. Han företog ofta resor till Europa och besökte då gärna sina släktingar i Sverige.

## Utmärkelser
- Riddare av Kungl. Vasaorden (1924).